# Suchań
Suchań (niem. Zachan) – miasto w północno-zachodniej Polsce w województwie zachodniopomorskim, w powiecie stargardzkim, siedziba gminy miejsko-wiejskiej Suchań.
Ośrodek administracyjny rolniczej okolicy. Dawny gród, osada i zamek książęcy przekazany w XIII wieku joannitom na komturię. Zachowany dawny układ urbanistyczny o kształcie wrzeciona (na starą zabudowę miasta składają się domy wykonane w typie szachulcowym i muru pruskiego).

## Położenie
Miasto znajduje się na terenie dzisiejszego województwa zachodniopomorskiego, w powiecie stargardzkim. Jest siedzibą gminy Suchań. Położone jest na Pojezierzu Ińskim. Przez miasto przepływa niewielka struga, Reczyca.
Suchań znajduje się w odległości około 20 km od Stargardu, 18 km od Choszczna, około 80 km od Gorzowa Wielkopolskiego oraz około 60 km od Szczecina.

## Historia
Około V wieku n.e. w okolice Suchania przybyli przybysze z wyspy Bornholm, którzy założyli tu odkrytą w 2006 roku osadę składającą się z ziemianek. Nie wiadomo, kiedy została porzucona. 
W początku X wieku ludność słowiańska zbudowała tu gród obronny. Obszar został włączony do państwa polskiego przez Mieszka I ok. 967 roku. 
Pierwsza wzmianka o Suchaniu pochodzi z 12.08.1269 roku jako lennie rycerskim. Dokument dotyczył klątwy rzuconej przez legata papieskiego, Alberta Wielkiego, na Barnima I, jego ochronę oraz rycerstwo. Przyczyną był spór księcia wraz z joannitami ze Stargardu oraz Korytowa, do którego przyczyniły się książęce długi. Ponieważ joannici nie byli w stanie ich wyegzekwować, posłużyli się falsyfikatami, w których prawem zastawu przejęli część pomorskich dóbr, w tym Suchań.   
W celu umocnienia swojej zdobyczy we wschodniej części dzisiejszego miasta joannici zbudowali zamek na planie czworoboku, który do czasu budowy zamku w Swobnicy był ich najważniejszą siedzibą w tej części Pomorza. W 1295 r. książęta pomorscy oficjalnie nadali go joannitom zachowując jednak zwierzchnictwo terytorialne. W 1312 r. zamek stał się siedzibą joannickiego komtura. Obecnie istniejąca historyczna część miasta położona jest na równinie, wzdłuż dawnego traktu ze Szczecina i Stargardu na Mazowsze. W 1487 Suchań jest wzmiankowany jako miasteczko (forma pośrednia między wsią a miastem), rządzone wg porządku wiejskiego. Uznanie jako miasto (gmina o ustroju miejskim), zyskał dopiero w 1808 roku ordynacją całości miast pruskiej monarchii (tzw. ordynacją pruską wprowadzoną 19.11.1808).   
W okresie reformacji joannici sprzedali miasto Wolfowi Borcke, jednak książęta pomorscy nie zatwierdzili tej transakcji. W 1551 r. Suchań przeszedł pod zarząd dóbr książęcych w Szadzku. W 1637 zmarł Bogusław XIV, co zbiegło się z najazdem Szwedów na Pomorze i do końca wojny miasto przechodziło z rąk do rąk.  

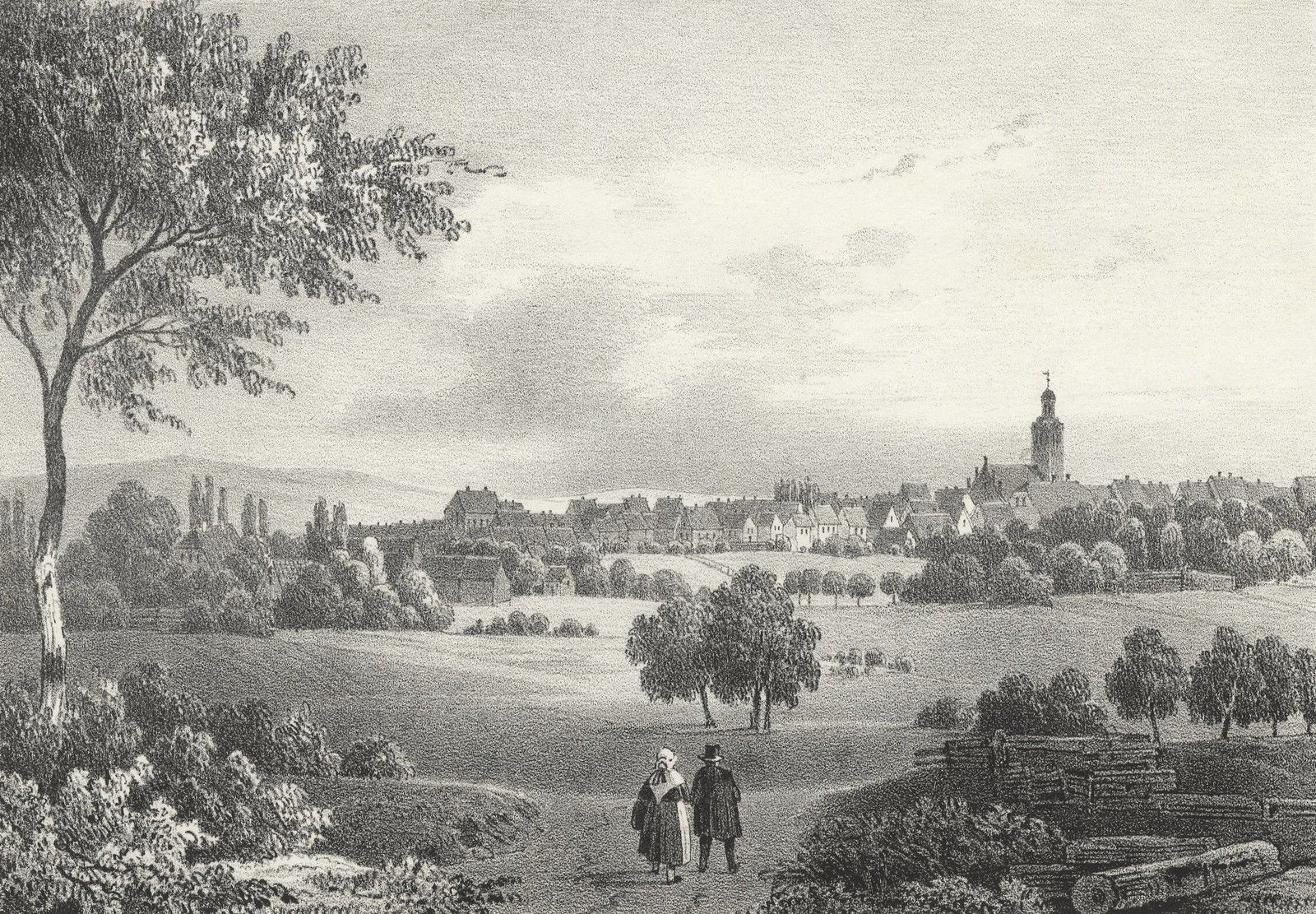
Suchań – litografia z XIX wieku

Układ urbanistyczny miasta to rynek z zabudowaniami z XVIII i XIX w., a dominującym elementem zabudowy jest gotycki kościół z końca XV w. Od 1653 miasto znajdowało się pod panowaniem brandenburskich Hohenzollernów. W 1701 wcielono je do Królestwa Prus i aż do 1709 pozostawało w bezpośrednim posiadaniu rodziny von Schwerin. W końcu XVIII wieku na miejscu zamku zbudowano dwór. W XIX w. istniał przy mieście folwark, który w latach 1828–1831 częściowo rozparcelowano. Na gruntach pofolwarcznych powstała kolonia Suchań. Od 1850 stanowiła wraz z miastem jedną jednostkę administracyjną. Od września 1851 (prawdopodobnie do połowy lat 30.) na terenie miasta działał Elisabethstift, będący przytułkiem dla młodych dziewcząt (sierot oraz tych z ubogich domów).  
Miasto, na skutek działań wojennych, zostało w 1945 roku zniszczone w 50%. 02.03.1945 r. wojska radzieckie wkroczyły do miasta. 
Władze polskie zaczęły funkcjonować w dniu 23.03.1945, wówczas urząd burmistrza objął Edward Bartos. Pierwsi osadnicy pojawili się w kwietniu i maju 1945 r. Organizację szkolnictwa powszechnego powierzono Dionizemu Abramowiczowi (szkoła rozpoczęła działalność 25 maja 1945 roku). W 1984 roku wybudowano obecny obiekt szkolny. W 1985 roku w centrum odsłonięto głaz pamiątkowy z napisem „Dla upamiętnienia 40 rocznicy wyzwolenia Suchania przez AR i powrotu tych ziem do Macierzy”. Do roku 1998 Suchań należał administracyjnie do województwa szczecińskiego.
W 100. rocznicę odzyskania niepodległości przez Polskę, przed budynkiem szkoły odsłonięto tablicę upamiętniającą to wydarzenie.

## Zabytki

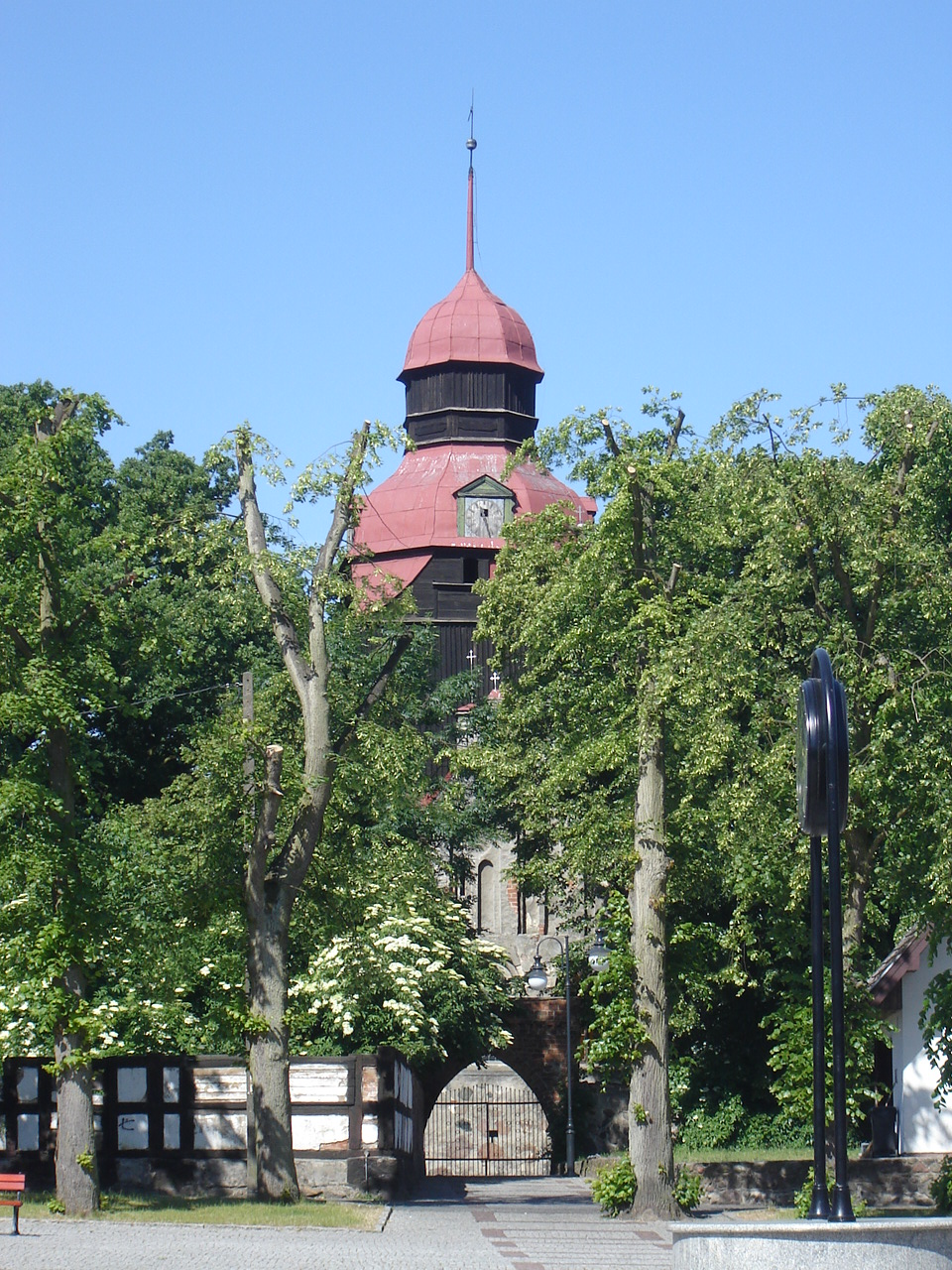
Kościół MB Nieustającej Pomocy

- Kościół pw. Matki Boskiej Nieustającej Pomocy (wraz z przylegającym cmentarzem),
- Młyn Dolny[13] (zniszczony w pożarze wraz z dużą częścią wyposażenia) i tama po Młynie Górnym,
- dęby szypułkowe,
- pozostałości cmentarza żydowskiego,
- pozostałości fundamentów i wałów średniowiecznego zamku Joannitów z XIII wieku,

## Instytucje
Na terenie miasta funkcjonują:
- Urząd Miejski,
- Posterunek Policji,
- Ochotnicza Straż Pożarna,

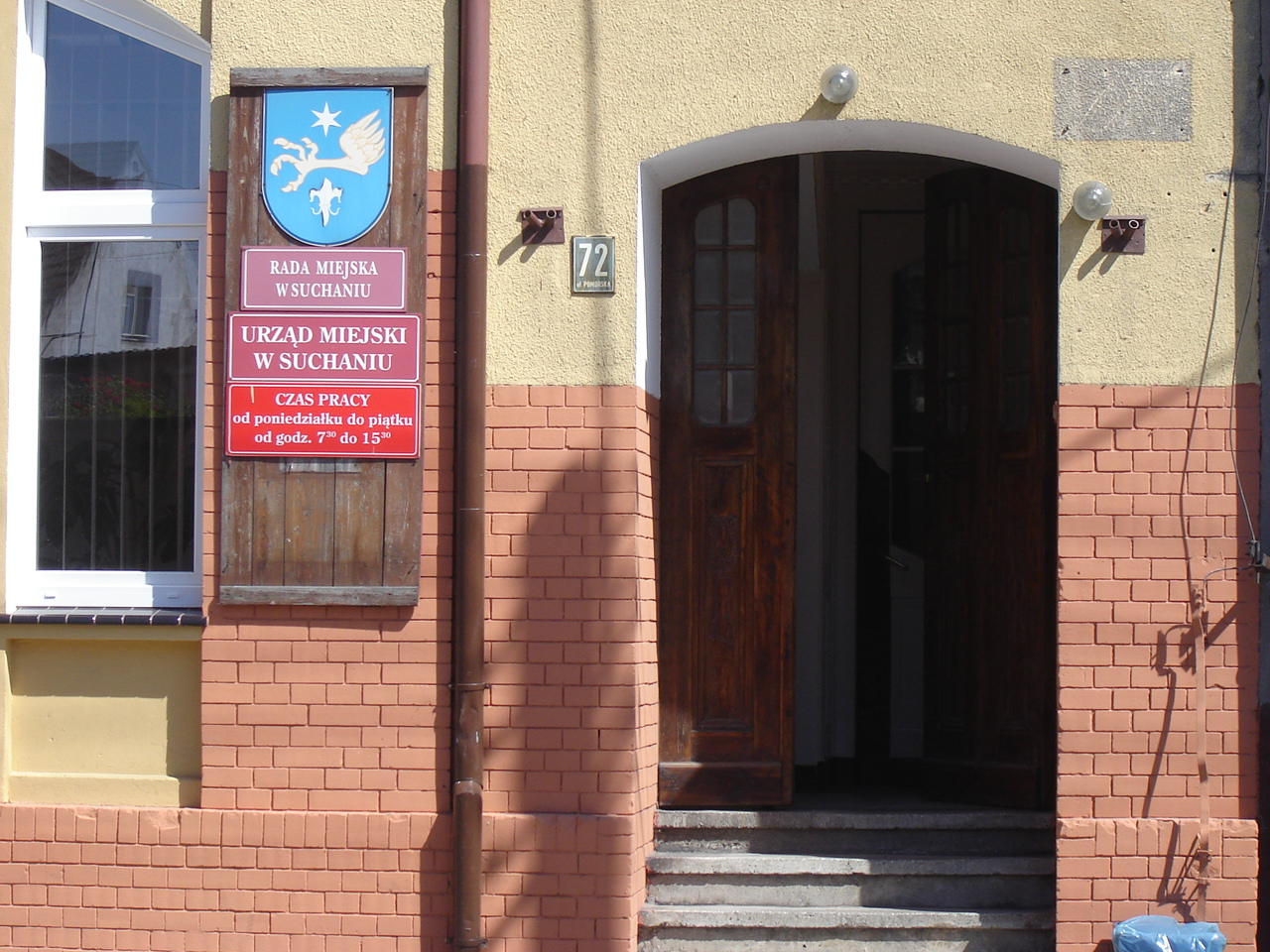
Urząd Miejski

- Niepubliczny Ośrodek Zdrowia oraz apteka,
- Placówka pocztowa,
- Żłobek i przedszkole,
- Szkoła Podstawowa im. Janusza Kusocińskiego[14],
- Biblioteka Publiczna,
- Parafia Rzymskokatolicka,
- Gminny Dom Kultury,
- Leśnictwo (podlegające Nadleśnictwu Dobrzany).

## Sport
W mieście znajduje się piłkarski stadion sportowy oraz obiekty sportowe szkoły (zespół boisk, sala gimnastyczna). W szkole działa Ludowy Uczniowski Klub Sportowy „Kusy”. Na terenie gminy oraz miasta działa Ludowy Zespół Sportowy „Orkan Suchań”, w którym trenują i grają piłkarze w grupach: seniorów, juniorów oraz trampkarzy.

## Ciekawostki i legendy
- przez Suchań przechodził prawdopodobnie szlak Celtów,
- pod kościołem mogą znajdować się krypty grobowe,
- miasto ma specyficzny mikroklimat: w czasie deszczu, w centrum Suchania jest go mniej, niż na wysokości skrzyżowania Sadłowo-Słodkówko (ok. 2km), czy w okolicznym Suchanówku.